# Luis Lucia Lucia
Luis Lucia Lucia (Cuevas de Vinromá, Castellón,17 de octubre de 1888-Valencia, 5 de enero de 1943) fue un abogado, periodista y político español. Vinculado al tradicionalismo y posteriormente a la democracia cristiana, en 1930 fundó la Derecha Regional Valenciana, un partido conservador y católico, integrado en la Confederación Española de Derechas Autónomas (CEDA), que desempeñaría un importante papel durante la Segunda República, en la que llegó a ser diputado a Cortes y ministro de Obras Públicas y Comunicaciones.
Fue padre del director de cine español Luis Lucia Mingarro.

## Biografía

### Infancia y juventud
Nació en la localidad castellonense de Cuevas de Vinromá el 17 de octubre de 1888, donde su padre ejercía de notario, en el seno de una familia muy numerosa (de doce hijos, solo sobrevivieron cinco, siendo Luis el más joven). Sus padres procedían de sendos pueblos de la provincia de Teruel. Muy niño aún se trasladó con su familia a Nules —pueblo al que se sentiría realmente vinculado— donde su padre había obtenido la plaza definitiva de notario. Años después disfrutaría también de intereses agrícolas en Nules. Estudió el bachillerato como alumno interno en el prestigioso Colegio de San José de la ciudad de Valencia regentado por los jesuitas. En Valencia secundó las campañas sociales del padre Vicent. Cursó la licenciatura en Derecho, que empezó en la Universidad de Valencia y terminó en 1911 en la de Zaragoza. Contrajo matrimonio con una dama castellonense: doña María Mingarro Roca.

### Actividad política
Desde su primera juventud militó en el tradicionalismo valenciano, despuntando como una joven promesa, y se inició en el periodismo colaborando en el semanario carlista El Guerrillero, de cuya dirección se hizo cargo en los primeros meses de 1909. Pasó después a formar parte de la redacción del Diario de Valencia. En 1912, a los veinticuatro años de edad, fue nombrado director interino de este rotativo, que desempeñó hasta 1914. Como activo propagandista en el campo del catolicismo social, en 1918 volvió a la dirección, esta vez con carácter definitivo, puesto en el que se mantuvo hasta el estallido de la Guerra Civil. 

Al advenimiento de la Dictadura empezaron a marchitarse las ilusiones tradicionalistas de Lucia, pues entendía que el carlismo era arma de panoplia o de vitrina, inservible para las batallas que habría que reñir cuando se derrumbase el Gabinete militar.

Fundador y presidente de la Derecha Regional Valenciana, fue diputado en Cortes por Valencia en las elecciones de noviembre de 1933 y febrero de 1936. Sus posiciones fueron modificándose paulatinamente hacia la aceptación de las formas de participación democrática y, finalmente, de defensa firme de la República como modelo de convivencia.
Fundó con José María Gil-Robles la Confederación Española de Derechas Autónomas (CEDA) siendo vicepresidente de la misma. Por un breve periodo fue ministro, en dos ocasiones: la primera en la cartera de Comunicaciones con el gobierno que se constituyó el 6 de mayo de 1935, con Alejandro Lerroux de presidente del Consejo, y la segunda como ministro de Obras Públicas y Comunicaciones en el gobierno del 21 de septiembre de 1935, bajo la presidencia de Joaquín Chapaprieta.
Con el tiempo, las posiciones de Gil-Robles y Lucia se fueron distanciando, huyendo Luis Lucia del excesivo personalismo de aquel. «Su papel en los momentos más críticos de la Segunda República –agosto del 32, febrero del 36– fue pacificador y constructivo, moderando una y otra vez los impulsos y las pataletas de Gil Robles», ha escrito el historiador Hilari Raguer. Durante la campaña electoral de febrero de 1936, Lucia se esforzó por atemperar la pulsión autoritaria del líder de la CEDA y en tender puentes con los republicanos conservadores de Maura.

### Guerra Civil

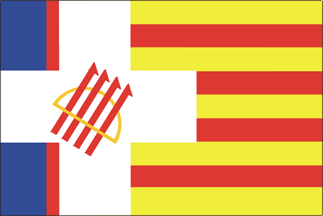
Bandera de la Derecha Regional Valenciana.

Tras el asesinato de Calvo Sotelo huyó a Francia, pero regresó el 17 de julio. Ante la rebelión militar de julio de 1936, en el contexto de la Guerra Civil, se posicionó a favor del gobierno de la República. Así el 18 de julio de 1936 Luis Lucia envió un telegrama al Ministro de Gobernación que decía:

Madrid. Ministro Gobernación. Como ex ministro de la República, como jefe de la Derecha Regional Valenciana, como diputado y como español, levanto en esta hora grave mi corazón por encima de todas las diferencias políticas para ponerme al lado de la autoridad que es, frente a la violencia y la rebeldía, la encarnación de la República y la Patria. Luis Lucia.

A pesar de esta inequívoca toma de posición, por sus antecedentes derechistas y católicos fue detenido y encarcelado, primero en Valencia y después en Barcelona. Así, tras el hundimiento de la legalidad y el caos producido en la retaguardia republicana Lucia se escondió, primero en Cantavieja (Teruel) y luego aislado en una casa de un pueblecito de Castellón, donde vivió cinco meses. Sin embargo fue delatado y encarcelado. La muestra inicial de adhesión fue suficiente para que la Comisión de suplicatorios de las Cortes dictaminara contra la concesión del solicitado por el Tribunal Supremo, pero finalmente la Diputación Permanente lo concedió, y fue mantenido en prisión. De su prisión en Valencia fue trasladado a la Cárcel Modelo de Barcelona. Ante la inminente caída de la ciudad en manos franquistas el 26 de enero de 1939, Lucia y otros presos de derechas fueron liberados por un diplomático disfrazado de guardia de asalto. Lucia dejó la ciudad y se escondió a la espera de la llegada de las tropas franquistas.

### Postguerra
Tras su llegada, Lucia permaneció en libertad tres semanas, hasta su detención el 14 de febrero por las tropas franquistas. Juzgado sumarísimamente, fue condenado a muerte trece días después por no apoyar la sublevación militar. El telegrama de adhesión que no había sido considerado un eximente por las autoridades republicanas fue considerado una prueba de cargo por los nuevos poderes.
La pena capital fue conmutada por Franco, a los siete días de la sentencia —tras la decisiva mediación del arzobispo de Valencia Prudencio Melo— por la de treinta años de reclusión. En julio  de 1941 se le conmutó el resto de la pena que le faltaba por cumplir por la de confinamiento, que debía cumplir en Mallorca. Sintiéndose gravemente enfermo, se le autorizó a regresar a Valencia, donde murió a consecuencia de un cáncer hepático la noche del 5 de enero de 1943.

## Producción escrita
Luis Lucia publicó un importante número de artículos y varios libros; de ellos, el de más importancia fue En estas horas de transición, escrito en 1929 y publicado en enero de 1930, donde, ante la inminente caída de la Dictadura, sentaba los principios y bases para un programa político nacional. 

Tenemos de los partidos políticos -decía en uno de los escritos- el mismo concepto orgánico que de la nación tenemos. No queremos, de momento, un gran partido nacional. Ansiamos llegar a él mediante grandes partidos regionales. La unidad no debe venir de arriba sino de abajo. Su proceso no debe ser de desintegración, sino de concentración.
El Debate, 7 de marzo de 1933

Luis Lucia escribió también muchas poesías que todavía no han sido publicadas. Hallándose confinado en Mallorca, una vez salió de la prisión, escribió el libro titulado Qué me dice Vd. de los presos, que fue publicado en 1942 bajo la autoría de un sacerdote amigo suyo, el padre Martín Torrent, capellán de la Cárcel Modelo de Barcelona. 
También fue autor del libro titulado Salterio de mis horas, auténtico cántico espiritual escrito durante su estancia en la cárcel Modelo de Barcelona, encarcelado primero por el gobierno republicano y luego por el régimen franquista. Tras unos años de olvido, debido a la censura franquista, el Salterio de mis horas fue publicado en Valencia en 1956. Años después, fue plagiado por el padre Marcial Maciel, fundador de los Legionarios de Cristo, en su libro El salterio de mis días.
| Predecesor: César Jalón Aragón | Ministro de Obras Públicas y Comunicaciones 6 de mayo-14 de diciembre de 1935 | Sucesor: Cirilo del Río Rodríguez |